# Sídliště Kamenný Vrch
Sídliště Kamenný Vrch je nejmladší panelové sídliště v Brně. Nachází se na jihozápadě městské části Brno-Nový Lískovec na jižním svahu Kamenného vrchu. Rozlohou tvoří více než polovinu této městské části. Začalo se stavět roku 1985, výstavba byla ukončena roku 1995.
Dopravní obsluha je zajištěna autobusovými a trolejbusovými linkami. Uprostřed sídliště stojí úřad městské části Brno-Nový Lískovec, severně od sídliště se nachází přírodní rezervace Kamenný vrch.

## Budoucnost
Dle Strategie bydlení města Brna na roky 2018–2030, kterou v červnu 2018 schválili městští zastupitelé, plánuje Brno rozvoj zástavby v oblasti Kamenného vrchu, celkově až pro dva tisíce nových obyvatel. V první etapě by mělo vzniknout osm nových bytových domů s mateřskou školou v oblasti nad západní částí ulice Petra Křivky. Proti nové výstavbě protestuje část místních, kteří požadují referendum.